# Nonconformiștii (film)
Nonconformiștii, (Revolutionary Road), este o dramă anglo-americană a regizorului Sam Mendes  din 2008. Scenariul este scris de Justin Haythe bazat pe romanul omonim al scriitorului American Richard Yates, care a apărut în 1961, acesta fiind primul său roman. Filmul îi reunește în distribuție pe cei trei, Leonardo DiCaprio, Kate Winslet și Kathy Bates, care au jucat împreună în filmul lui James Cameron Titanic (1997). Winslet a primit pentru acest film Globul de Aur pentru cea mai bună actriță de dramă.

## Rezumat
Acțiunea filmului se petrece în anul 1955 Statele Unite având ca temă speranțele și dorințele unei familii încrezătoare în sine, Frank și April Wheeler, care s-au cunoscut cu câțiva ani în urmă la o petrecere.
Amândoi renunță la viața de la oraș, pentru ca cei doi copii ai lor să crească într-o suburbie din Conecticut. Pentru aceasta ei cumpără o casă pe Revolutionary Road. Familia Wheelers recunosc ei înșiși că sunt altfel decât vecinii lor din cartier, așa numitul Revolutionary Hill Estate. Treptat căsnicia lor începe să intre în criză.

## Distribuție
- Leonardo DiCaprio - Frank Wheeler
- Kate Winslet - April Wheeler
- Ryan Simpkins - Jennifer Wheeler
- Ty Simpkins - Michael Wheeler
- Kathy Bates - Mrs. Givings
- Richard Easton - Mr. Givings
- Michael Shannon - John Givings
- Kathryn Hahn - Milly Campbell
- David Harbour - Shep Campbell
- Zoe Kazan  - Maureen Grube

## Legături externe
- Site web oficial
- Revolutionary Road la Internet Movie Database
- Revolutionary Road la AllRovi
- Revolutionary Road la Rotten Tomatoes
- Revolutionary Road la Metacritic
- Revolutionary Road la Box Office Mojo